# فرزی‌ها
فرزی‌ها (انگلیسی: Perizzites) گروهی از مردم هستند که بارها در کتاب مقدس ذکر شده است که قبل از ورود بنی اسرائیل در سرزمین کنعان زندگی می کردند. این نام ممکن است مربوط به یک اصطلاح عبری به معنای «شخص روستایی» باشد.